# فروپاشی حلقه شکسته
فروپاشی حلقهٔ شکسته فیلمی درام به کارگردانی فیلیکس ون گرینینگن و محصول مشترک کشورهای بلژیک و هلند است.

## خلاصه داستان
الیز و دیدیر هردو در نگاه اول عاشق یکدیگر می‌شوند، برخلاف تفاوت‌های میان این دو الیز به حرف‌های دیدیر گوش می‌دهد. شوهرش یک عاشق‌پیشه‌یِ بی‌خداست و او خود یک واقع‌گرای مذهبی‌ست. اینجاست که با مریضی سختی که دخترشان دچارش می‌شود، عشق میان این دونفر به بوتهٔ آزمایش گذاشته می‌شود.
الیز و دیدیر در نگاه اول عاشق می‌شوند، الیز مغازه خالکوبی خودش را دارد و دیدیر در یک گروه موسیقی بلوگرس بانجو می نوازد. آن‌ها به علت علاقه مشترکشان به موسیقی و فرهنگ آمریکایی به هم نزدیک می‌شوند و با سر به درون یک رمانس فراگیر شرجه می روند (که هم روی صحنه و هم در زندگی واقعی جریان دارد). اما زمانی که یک تراژدی غیرمنتظره برای خانواده جدید پیش می‌آید، هر چیزی که آن‌ها می شناسند و عاشقش هستند محک می خورد. یک پرتره به شدت متحرک از یک رابطه عاشقانه از آغاز تا پایان به وسیله آهنگ‌هایی با مشخصه آهنگ بلوگرس پیش می‌رود ...

## جوایز و افتخارات
| جوایز                         | جوایز                       | جوایز                              | جوایز     | جوایز |
| جایزه                         | بخش                         | گیرنده                             | نتیجه     |       |
| ----------------------------- | --------------------------- | ---------------------------------- | --------- | ----- |
| جوایز اسکار                   | بهترین فیلم غیر انگلیسی‌زبان | فروپاشی حلقهٔ شکسته                 | در انتظار |       |
| بیست و ششمین جوایز فیلم اروپا | بهترین فیلم اروپا           | The Broken Circle Breakdown        | نامزدشده  |       |
| بیست و ششمین جوایز فیلم اروپا | بهترین کارگردان             | Felix Van Groeningen               | نامزدشده  |       |
| بیست و ششمین جوایز فیلم اروپا | بهترین بازیگر زن            | فیرلی باتنس                        | برنده     |       |
| بیست و ششمین جوایز فیلم اروپا | بهترین بازیگر مرد           | Johan Heldenbergh                  | نامزدشده  |       |
| بیست و ششمین جوایز فیلم اروپا | بهترین فیلم برداری          | Carl Joos and Felix van Groeningen | نامزدشده  |       |